# Prosevania nongpohensis
Prosevania nongpohensis är en stekelart som först beskrevs av Muzaffer 1943.  Prosevania nongpohensis ingår i släktet Prosevania och familjen hungersteklar. Inga underarter finns listade i Catalogue of Life.